# TV조선 뉴스 12
《TV조선 뉴스 12》는 TV조선에서 방송된 낮뉴스 프로그램이다.

## 앵커
- 김수혜
- 엄진
- 이승연

## 경쟁 뉴스 프로그램
- KBS 뉴스 12
- MBC 정오뉴스
- SBS 12 뉴스
- EBS 정오뉴스
- JTBC 뉴스현장